# 1. Liga
De 1. Liga is het vierde niveau van het voetbalsysteem in Zwitserland. Er wordt gespeeld in drie poules van veertien ploegen. De kampioenen van elke poule spelen samen met de nummers twee van elke groep in een play-offsysteem voor promotie naar de Promotion League. Er promoveren twee ploegen naar het hoogste amateurniveau. In elke poule degraderen er ook twee ploegen naar de 2. Liga Interregional. 
Door afspraken tussen de Zwitserse voetbalbond (SFL) en die van Liechtenstein (LFV) mogen de Liechtensteinse clubs meespelen in de Zwitserse voetbalpiramide. Tot op heden deden twee Liechtensteinse clubs ooit mee in de 1. Liga: USV Eschen/Mauren en FC Balzers.

## Geschiedenis

### Naamsverandering
De 1. Liga was lange tijd het derde voetbalniveau van Zwitserland. Na de invoering van de nationaal ingerichte Promotion League als derde klasse werd de 1. Liga het vierde niveau. Eerst stond de competitie bekend onder de naam 1. Liga Classic. 
 Na twee seizoenen werd de huidige naam weer aangenomen, aan het competitieformat veranderde er opnieuw niets. 

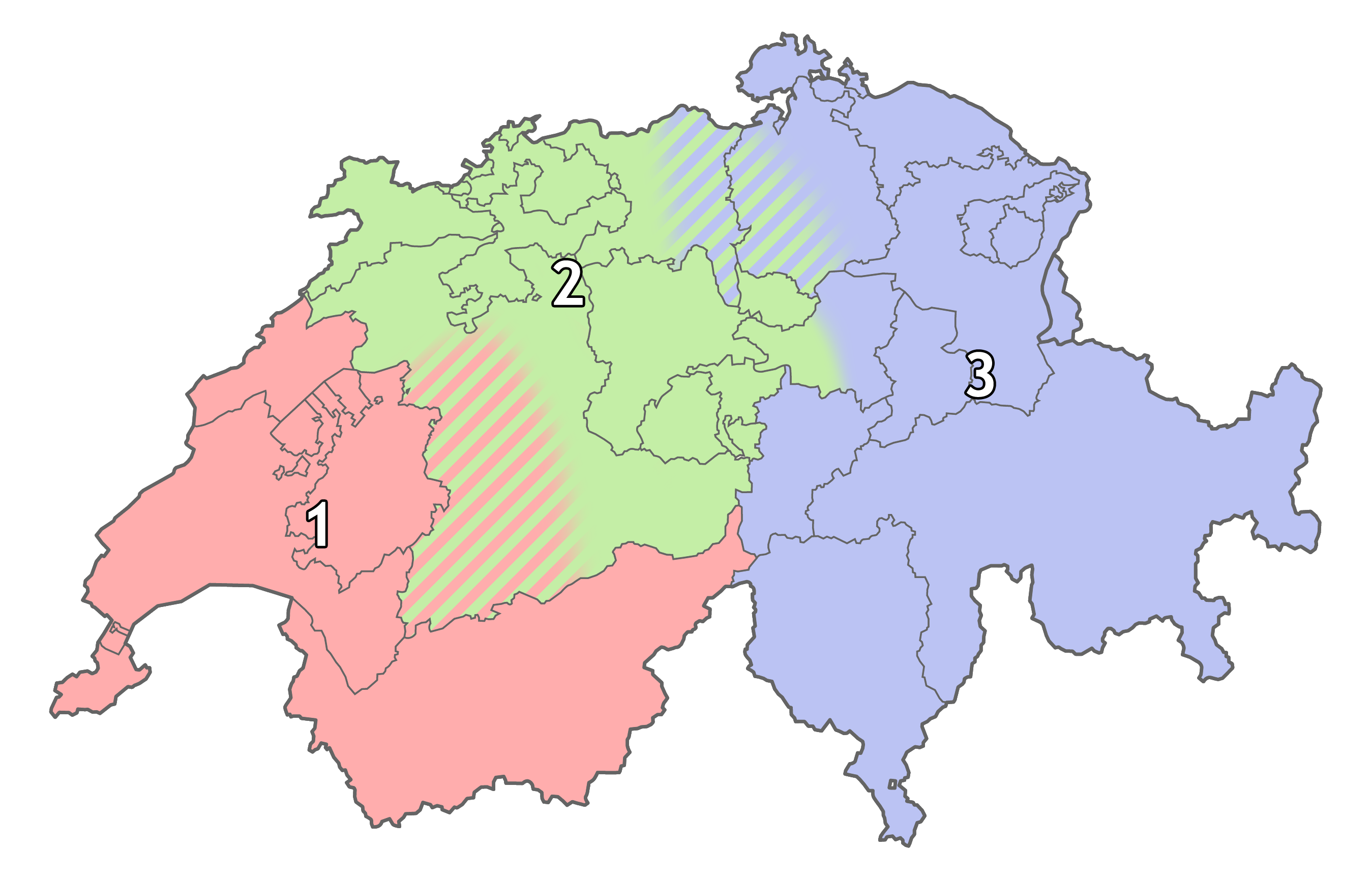
Verdeling van de drie poules: west (1), midden (2) en oost (3)

 In de geschiedenis is het vierde niveau onder verschillende namen bekend geweest.
- 1922-1924: Serie B regionale
- 1924-1930: Serie C
- 1930-1931: 4. Liga
- 1931-1944: 3. Liga
- 1944-2001: 2. Liga
- 2001-2012: 2. Liga interregionale
- 2012-2014: 1. Liga Classic
- sinds 2014: 1. Liga